# George E. Stoll
George „Georgie“ Martin (E.) Stoll (* 7. Mai 1902 in Minneapolis, Minnesota; † 17. Januar 1985 in Monterey, Kalifornien) war ein US-amerikanischer Filmkomponist und Musikalischer Leiter bei über 90 Filmen und gewann bei der Oscarverleihung 1946 den Oscar für die beste Filmmusik in dem Film Urlaub in Hollywood.

## Leben
Stoll begann seine Laufbahn als Filmkomponist und musikalischer Leiter in der Filmwirtschaft Hollywoods 1935 als Komponist des Filmtitels „I Wished On The Moon“ für den Film The Big Broadcast of 1936. In den folgenden dreißig Jahren war er als Liedtexter, musikalischer Leiter und Filmkomponist an der Filmmusik für über 90 Filme beteiligt.
1940 war zusammen mit Roger Edens erstmals für einen Oscar für die beste Filmmusik nominiert und zwar für Musik ist unsere Welt (1939). Bei der Oscarverleihung 1941 war er mit Edens zweimal nominiert: Zum einen für den Oscar für den besten Song für „Our Love Affair“ aus dem Film Heiße Rhythmen in Chicago (1940), zum anderen für die beste Musik in diesem Film. Eine weitere Oscarnominierung mit Edens folgte 1943 für die Musik in dem Film For Me and My Gal (1942). Eine erste alleinige Nominierung bekam er bei der Oscarverleihung 1945 für die Musik in dem Musikfilm Meet Me in St. Louis (1944).
1946 gewann er schließlich den Oscar für die beste Filmmusik für den Film Urlaub in Hollywood (1945).
Zusammen mit Percy Faith war er 1956 für einen Oscar für die beste Filmmusik in dem Musikfilm Tyrannische Liebe (1955) nominiert. Bei der Oscarverleihung 1957 war er gemeinsam mit Johnny Green für einen weiteren Oscar für die beste Musik in einem Musikfilm nominiert und zwar für Viva Las Vegas (Meet Me in Las Vegas, 1956), ehe er 1963 letztmals für einen Oscar nominiert war und zwar für die Musik in dem Film Spiel mit mir (Billy Rose’s Jumbo, 1962).
Sein Oscar wurde am 10. September 2001 von dem Schauspieler Kevin Spacey für 156.875 US-Dollar bei einer Auktion in Los Angeles ersteigert und anschließend von diesem der Academy of Motion Picture Arts and Sciences gestiftet.

## Filmografie (Auswahl)
- 1936: Auf in den Westen (Go West Young Man)
- 1937: Jeder Tag ein Feiertag (Every Day’s a Holiday)
- 1937: Hoheit tanzt inkognito (Rosalie)
- 1939: Der Zauberer von Oz (The Wizard of Oz)
- 1939: Musik ist unsere Welt (Babes in Arms)
- 1940: Go West
- 1940: Heiße Rhythmen in Chicago (Strike Up the Band)
- 1941: Lady Be Good
- 1941: Die Marx Brothers im Kaufhaus (The Big Store)
- 1941: Babes on Broadway
- 1942: For Me and My Gal
- 1944: Meet Me in St. Louis
- 1944: Mein Schatz ist ein Matrose (Two Girls and a Sailor)
- 1945: Urlaub in Hollywood (Anchors Aweigh)
- 1946: Ball in der Botschaft (Holiday in Mexico)
- 1947: Bezaubernde Lippen (This Time for Keeps)
- 1948: Liebe an Bord (Luxury Liner) (musikalischer Direktor)
- 1948: Ein Bandit zum Küssen (The Kissing Bandit)
- 1948: Auf einer Insel mit dir (On an Island with You)
- 1949: Neptuns Tochter (Neptune’s Daughter)
- 1950: Der Fischer von Louisiana (The Toast of New Orleans)
- 1950: Einmal eine Dame sein (Two Weeks With Love)
- 1950: Nancy geht nach Rio (Nancy Goes to Rio)
- 1950: Die Venus verliebt sich (Duchess of Idaho)
- 1950: Brustbild, bitte! (Watch the Birdie)
- 1951: Ein Geschenk des Himmels (Father’s Little Dividend)
- 1951: Tödliches Pflaster Sunset Strip (The Strip)
- 1952: Mädels ahoi (Skirts Ahoy!)
- 1953: Du bist so leicht zu lieben (Easy to Love)
- 1953: Die Wasserprinzessin (Dangerous When Wet)
- 1955: Tyrannische Liebe (Love Me or Leave Me) (musikalische Leitung)
- 1956: Viva Las Vegas
- 1962: Spiel mit mir (Billy Rose’s Jumbo)
- 1963: Eine kitzlige Sache (A Ticklish Affair)
- 1965: Paris ist voller Liebe (Made in Paris)